# 1365
1365 (MCCCLXV) je bilo navadno leto, ki se je po julijanskem koledarju začelo na sredo.

## Dogodki

### Slovenija
- 7. april - Avstrijski vojvoda Rudolf IV. Habsburški ustanovi Ruedolfswerd, danes Novo mesto. ↓
- 27. julij → Po smrti avstrijskega vojvode Rudolfa IV. Habsburški nasledita avstrijske dedne dežele mlajša brata Albert III. in Leopold III., med katerima pa je pogosto prihajalo do nesoglasij.
- 30. julij - Umrlega oglejskega patriarha Lodovica della Torreja nasledi Markvard Randeck.
- Metlika dobi mestne pravice.

### Stoletna vojna
- S sklenitvijo guérandeškega sporazuma se formalno zaključi bretonska nasledstvena vojna. Kljub temu, da so Francozi poraženi, je sporazum velika diplomatska zmaga za francoskega kralja Karla V.. Anglo-Bretonski plemič Ivan IV. Montforški namreč priseže zvestobo francoskemu in ne angleškemu kralju. S tem pa se dolgoročno zameri svojim privržencem in začne postopno izgubljati oblast v Bretaniji na račun francoske krone.
- Francoski kralj Karel V. angažira generala Bertranda du Guesclina za vojno v Španiji med kraljevinama Kastilija in Aragon. Mobilizacijo deloma financira tudi papež Urban V., ki se prav tako želi znebiti najemniških tolp, ki so v brezdelnosti ustrahovale in ropale prebivalstvo. Karel V. prav tako podeli amnestijo privržencem navarskega kralja Karla II.. Težišče vojne se prenese na Iberski polotok. 1366 ↔

### Ostalo
- 3. marec - Bitka pri Gataskognu, Švedska: vojska mecklenburškega vojvode Alberta III., ki je bil leto poprej okronan za novega švedskega kralja, premaga pretežno norveško vojsko bivših švedskih (so)kraljev Magnusa IV. (očeta) in Hakona VI. (sina). Magnus IV. je v bitki ujet in ostane v nemškem ujetništvu naslednjih šest let. Švedski plemiči, ki so povzdignili Alberta Mecklenburškega na oblast, postanejo razočarani, ko uvidijo, da novi kralj na pomembne funkcije imenuje samo Nemce.
- 12. marec - Rudolf IV. ustanovi Univerzo na Dunaju.
- 17. maj - Po umrlem nemškem volilnem knezu Ludviku II. Wittelsbaškem dobi volilni glas brandenburške marke njegov mlajši brat Oton V., drugi mlajši brat Štefan II. pa Zgornjebavarsko vojvodino.
- 28. maj - Umrlega velikega mojstra Rodoških vitezov Rogerja de Pinsa nasledi Raymond Berengar, 30. veliki mojster po seznamu.
- 18. julij - Umrlega beneškega doža Lorenza Celsija nasledi Marco Cornaro, 59. beneški dož po seznamu.
- 9. oktober - Aleksandrijska križarska vojna: ciprska flota 165 ladij pod vodstvom ciprskega kralja Petra I. opleni Aleksandrijo v Egiptu. Križarji pobijejo in zasužnjijo tisoče prebivalcev ne glede na versko pripadnost. Motiv je ekonomski, saj je Peter I. želel onemogočiti Aleksandrijo kot glavno pristanišče v vzhodnem Sredozemlju v korist ciprske Famaguste. 1366 ↔
- Ogrski kralj Ludvik I. zavzame bolgarsko obmejno mesto Vidin, ki mu je vladal samooklicani car Ivan Stacimir. Le-ta se zateče po pomoč k očetu, carju Ivanu Aleksandru. 1369 ↔
- Francoski skladatelj sloga ars nova Guillaume de Machaut dokonča mašni ordinarij Messe de Nostre Dame.

## Rojstva
- 5. april - Vilijem II. Wittelsbaški, vojvoda  Bavarske-Straubinga, holandski (IV.), hainauški (VI.) in zeelandski (V.) grof († 1417)
- 25. julij - U, korejski kralj († 1389)

Nezna datum
- Abdul Karim al-Džili, iraški sufi († 1414)
- Bartolino da Padova, italijanski skladatelj († 1405)
- Džajatirtha, indijski hindujski guru in filozof († 1388)
- Magister Wigbold, nemški pirat († 1401)
- Sigismund Kęstutaitis, veliki litovski knez († 1440)
- Violante de Bar, aragonska kraljica († 1431)

## Smrti
- 17. maj - Ludvik II., nemški volilni knez, brandenburški mejni grof, bavarski vojvoda (VI.) (* 1328)
- 28. maj - Roger de Pins, veliki mojster Rodoških vitezov
- 18. julij - Lorenzo Celsi, 58. beneški dož
- 27. julij - Rudolf IV. Habsburški, avstrijski, štajerski, koroški in kranjski vojvoda, tirolski grof (* 1339)
- 30. julij - Lodovico della Torre, oglejski patriarh
- 8. november - Niccolò Acciaioli, italijanski (neapeljski) državnik, grof Melfija in Malte (* 1310)
- Ana Savojska, bizantinska cesarica, regentinja (* 1306)
- Zhu Derun, kitajski slikar (* 1294)